# Helminthope
Helminthope is een geslacht van slakken uit de  familie van de Rhodopidae.

## Soorten
De volgende soorten zijn bij het geslacht ingedeeld:
- Helminthope psammobionta Salvini-Plawen, 1991